# Вальтер Готелл
Вальтер Джек Готелл (нім. Walter Gotell, 15 березня 1924 — 5 травня 1997) — німецький актор, відомий своєю роллю генерала Гоголя, голови КДБ у фільмах про Джеймса Бонда у епоху Роджера Мура. Він також зіграв роль найманця зі СПЕКТР на ім'я Морзені, лиходія, у другому фільмі про Бонда «З Росії з любов'ю». Готелл з'явився у камео Гоголя наприкінці «Живих вогнів» (1987) — першого фільму про Бонда з Тімоті Далтоном.

## Життя та кар'єра
Готелл народився в Бонні. Його сім'я емігрувала до Британії після приходу нацистів до влади. Вільно володіючи англійською мовою, він почав грати у кіно у 1943 році. Його амплуа в цій період це зазвичай безімений німецький офіцер з епізодів, як наприклад у фільмі «Ми пірнаємо на світанку» 1943 року. На початку 1950-х він почав виконувати більш серйозні ролі. Готелл знімався в переважно воєнних фільмах, таких як «Африканська королева» (1951), «Червоний берет» (1953), «Важкий шлях в Олександрію» (1958), «Гармати острова Наварон» (1961), «Дорога у Гонконг» (1962), «Лорд Джим» (1965), «Чорна неділя» (1977), «Хлопці з Бразилії» (1978) та «Куба» (1979).
Свою першу роль у фільмах про Джеймса Бонда, Готел зіграв у 1963 році у фільмі «З Росії з любов'ю» - це була роль найманця організації СПЕКТР на ім'я Морзені. З кінця 1970-х він виконує роль генерала Гоголя, починаючи з фільму «Шпигун, який мене кохав» (1977). Готелл отримав роль генерала КДБ Анатолія Гоголя через схожість з колишнім керівником НКВС Лаврентієм Берією. Персонаж став постійним для епохи Роджера Мура, та зєявився також у «Місячному гонщику» (1979),«Тільки для ваших очей» (1981), «Восьминіжка» (1983) та «Вид на вбивство» (1985) та у камео Гоголя у фільмі «Живі вогні» (1987). Образ Гоголя змінювався протягом стрічок разом зі зниженням напруження холодної війни: від опонента до союзника. Вальтер Готелл — один з небагатьох акторів, який зіграв противника та союзника Бонда (інші — Чарльз Грей, Річард Кіл та Джо Дон Бейкер).
Протягом своєї кар'єри Готелл також багато разів з'являвся у телевізійних серіалах, таких як «Небезпечна людина», «Лицар доріг», «Команда А», «Авіалінія», «Повітряний вовк», «Цілком таємно», «Опудало та місіс Кінг», «Макгайвер», «Зоряний шлях: Наступне покоління», «Поліція Маямі», «Кегні та Лейсі» та «Святий». Готелл зіграв головного констебля Каллена у поліцейському серіалі «Тихо, тихо: оперативна группа» (1969–75).

## Поза кадром
Готелл мав власний бізнес, у який інвестував свої акторські гонорари. Його донька Керол народилась у 1960 року.
Вальтер Готелл помер 5 травня 1997 року в Лондоні від раку у віці 73 років.

## Вибрана фільмографія
- «Ми пірнаємо на світанку» (1943)
- «Африканська королева» (1951)
- «Червоний берет» (1953)
- «Людина, що знала надто багато» (1956)
- «Людина всередині» (1958)
- «Важкий шлях в Олександрію» (1958)
- «Бандит Жобе» (1959)
- «Небезпечна людина» (ТВ-серіал, 1960—1962)
- 1961 : «Гармати острова Наварон» / (The Guns of Navarone) — М'юзель
- «Шлях у Гонконг» (1962)
- «З Росії з любов'ю» (1963)
- «Святий» (ТВ-серіал, 1964)
- «Лорд Джим» (1965)
- «Тихо, тихо: оперативна группа» (1969–75)
- «Шпигун, який мене кохав» (1977)
- «Чорна неділя» (1977)
- «Хлопці з Бразилії» (1978)
- «Куба» (1979)
- «Місячний гонщик» (1979)
- «Тільки для ваших очей» (1981)
- «Авіалінія» (ТВ-серіал, 1982)
- «Кегні та Лейсі» (ТВ-серіал, 1982—1988)
- «Восьминіжка» (1983)
- «Опудало та місіс Кінг» (ТВ-серіал, 1983 )
- «Повітряний вовк» (ТВ-серіал, 1984)
- «Вид на вбивство» (1985)
- «Лицар доріг» (ТВ-серіал, 1985)
- «Команда А» (ТВ-серіал, 1985)
- «Живі вогні» (1987)
- «Макгайвер» (ТВ-серіал, 1987)
- «Поліція Маямі» (ТВ-серіал, 1986)
- «Зоряний шлях: Наступне покоління» (ТВ-серіал, 1988)
- «Цілком таємно» (ТВ-серіал, 1995)
- «Принц Веліант» (1997, останній фільм)
- «Всередині 'З Росії з любов'ю'» (документальний відеофільм, 2000)